# Ligsdorf
Ligsdorf é uma comuna francesa na região administrativa de Grande Leste, no departamento Alto Reno. Estende-se por uma área de 10,1 km². Em 2010 a comuna tinha 317 habitantes (densidade: 31,4 hab./km²).